# Staatsrat der Volksrepublik China
Der Staatsrat der Volksrepublik China (chinesisch 中華人民共和國國務院 / 中华人民共和国国务院, Pinyin Zhōnghuá Rénmín Gònghéguó Guówùyuàn), auch Zentrale Volksregierung (中央人民政府) genannt, ist die vollziehende Behörde des Nationalen Volkskongresses und das höchste Verwaltungsorgan Chinas. Verfassungsrechtlich besteht der Staatsrat aus dem Ministerpräsidenten, mehreren Vize-Ministerpräsidenten, mehreren Staatskommissaren, den Fachministern, den Vorsitzenden der Fachkommissionen, dem Präsidenten der Oberrechnungskammer und dem Generalsekretär.

## Zusammensetzung

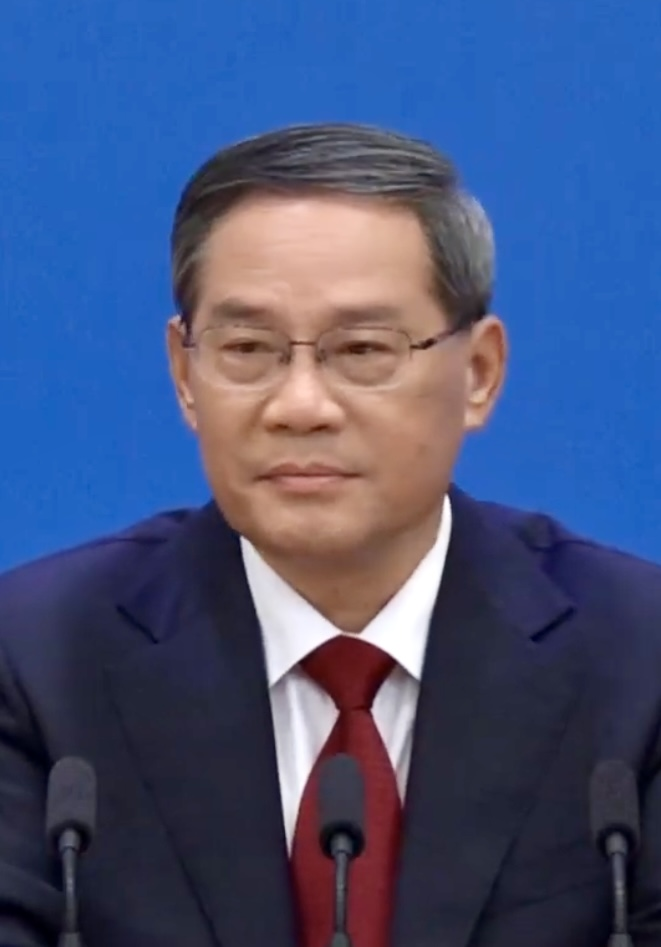
Ministerpräsident Li Qiang

Der Staatsrat besteht aus dem Ministerpräsidenten, den stellvertretenden Ministerpräsidenten, Staatskommissaren, den Ministern der Ministerien, den Ministern der Kommissionen, einem Generalrechnungsprüfer und einem Generalsekretär. Der Staatsrat hat die gleiche Amtszeit wie der Nationale Volkskongress und die Amtszeit des Ministerpräsidenten, der stellvertretenden Ministerpräsidenten und der Staatsräte ist auf zwei aufeinanderfolgende Amtszeiten begrenzt.
Der Staatsrat lässt sich in ein „inneres“ und ein „äußeres Kabinett“ unterteilen. Das innere Kabinett besteht aus dem Ministerpräsidenten, vier Vizeministerpräsidenten und vier Staatsratskommissaren. Das äußere Kabinett besteht aus den Leitern der 28 Organe des Staatsrats auf Ministerialebene, also unter anderem dem Handelsministerium, Verkehrswesen, der öffentlichen Sicherheit und dem Gesundheitswesen.
| Ressort/Amt                                             | Amtsinhaber    | Bild |
| ------------------------------------------------------- | -------------- | ---- |
| Ministerpräsident                                       | Li Qiang       |      |
| Vizeministerpräsident                                   | Ding Xuexiang  |      |
| Vizeministerpräsident                                   | He Lifeng      |      |
| Vizeministerpräsident                                   | Zhang Guoqing  |      |
| Vizeministerpräsident                                   | Liu Guozhong   |      |
| Staatskommissariat                                      | Wang Xiaohong  |      |
| Staatskommissariat                                      | Wu Zhenglong   |      |
| Staatskommissariat                                      | Shen Yiqin     |      |
| Generalsekretär                                         | Wu Zhenglong   |      |
| Auswärtiger Dienst                                      | Wang Yi        |      |
| Verteidigung                                            | Dong Jun       |      |
| Entwicklung und Reform                                  | Zheng Shanjie  |      |
| Bildung                                                 | Huai Jinpeng   |      |
| Wissenschaft und Technologie                            | Yin Hejun      |      |
| Industrie und Informatik                                | Jin Zhuanglong |      |
| Ethnische Angelegenheiten                               | Pan Yue        |      |
| Öffentliche Sicherheit                                  | Wang Xiaohong  |      |
| Staatssicherheit                                        | Chen Yixin     |      |
| Zivile Angelegenheiten                                  | Lu Zhiyuan     |      |
| Justiz                                                  | He Rong        |      |
| Finanzen                                                | Lan Fo'an      |      |
| Humanressourcen und Sozialabsicherung                   | Wang Xiaoping  |      |
| Naturressourcen                                         | Wang Guanghua  |      |
| Ökologie und Umwelt                                     | Huang Runqiu   |      |
| Bauwesen und Stadt-Land-Entwicklung                     | Ni Hong        |      |
| Verkehr                                                 | Li Xiaopeng    |      |
| Wasserwirtschaft                                        | Li Guoying     |      |
| Landwirtschaft und Angelegenheiten des ländlichen Raums | Tang Renjian   |      |
| Handel                                                  | Wang Wentao    |      |
| Kultur und Tourismus                                    | Sun Yeli       |      |
| Gesundheit                                              | Ma Xiaowei     |      |
| Veteranenangelegenheiten                                | Pei Jinjia     |      |
| Krisenmanagement                                        | Wang Xiangxi   |      |
| Chinesische Volksbank                                   | Pan Gongsheng  |      |
| Oberrechnungskammer                                     | Hou Kai        |      |

Der Staatsrat leitet die Arbeit der lokalen Organe der Staatsverwaltung aller Ebenen einheitlich und bestimmt die Teilung der Funktionen und Gewalten zwischen der zentralen Regierung und den Organen der Staatsverwaltung der Provinzen, der autonomen Gebiete und der regierungsunmittelbaren Städte.
Die Kandidaten für hochrangige Regierungsämter des Staatsrats werden nichtöffentlich von der Führung der Kommunistischen Partei benannt, worauf der Nationale Volkskongress der Ernennung formal zustimmt.
Neben dem Pressebüro des Staatsrates ist ihm auch das Fremdsprachenamt unterstellt, das für die Information der globalen Öffentlichkeit zuständig ist.